# European Association for Modern Arabic Literature
Die European Association for Modern Arabic Literature („Europäische Gesellschaft für moderne arabische Literatur“, abgekürzt EURAMAL) ist ein loser Zusammenschluss mehrheitlich europäischer Akademiker, die sich professionell dem Studium der modernen arabischen Literatur widmen. Die Vereinigung ging aus der 1992 vom niederländischen Arabisten Ed de Moor ins Leben gerufenen EMTAR (European Meeting of Teachers of Arabic)-Gruppe hervor. EURAMAL-Präsidentin ist zur Zeit Baian Rayhanova (Sofia), Generalsekretär František Ondráš (Prag).
EURAMAL organisiert seit Gründung der Organisation etwa alle zwei Jahre eine mehrtägige Tagung in einem europäischen Land, meist mit einem in der Forschung aktuellen Schwerpunktthema. Am Rande der Tagung, auf der akademische Vorträge gehalten und diskutiert werden, finden in der Regel auch (teils öffentliche) Lesungen mit prominenten arabischen Autoren statt. Zu den Tagungen sind oft auch renommierte Literaturkritiker und/oder -wissenschaftler aus der arabischen Welt als Gäste eingeladen. Besondere Anliegen der Zusammenkünfte sind darüber hinaus Theoriebildung und die Förderung des arabistischen akademischen Nachwuchses.

## Publikationen
Seit Gründung der Vereinigung erschienen regelmäßig die „Acta“ der vorausgegangenen Tagungen. Im Einzelnen sind dies:
- Love, Marriage and Sexuality in Modern Arabic Literature, ed. R. Allen & H. Kilpatrick. London: Saqi Books, 1994. - ISBN 978-0863560750.
- Writing the Self: Autobiographical writing in modern Arabic literature, ed. R. Ostle [et al.]. London: Saqi Books, 1998. - ISBN 978-0863567278.
- Literary Innovation in Modern Arabic Literature: Schools and Journals, ed. R. Dorigo. Sondernummer der Zeitschrift Quaderni di Studi Arabi 18 (2000). (online)
- La poétique de l'espace dans la littérature arabe moderne, ed. B. Hallaq, R. Ostle, S. Wild. Paris: Presses Sorbonne Nouvelle, 2002. - ISBN 9782878542387.
- Identity Remembered, Discovered, Invented, ed. B. Hallaq, P. Starkey, S. Wild. Sondernummer der Zeitschrift Middle Eastern Literatures 9,2 (2006). (online)
- Intertextuality in Modern Arabic Literature since 1967, ed. L. Deheuvels [et al.]. Durham: Durham Modern Language Series, 2006. - ISBN 978-0719081897.
- The Creativity of Exile and the Diaspora: Middle Eastern Authors Re-thinking Literature, Society, Politics, …, ed. by Stephan Guth [et al.]. Sonderheft der Asiatische Studien/Études Asiatiques 62.4 (2008), S. 1097–1240. (open access).
- From New Values to New Aesthetics: Turning Points in Modern Arabic Literature, ed. S. Guth & G. Ramsay. Bd. I: From Modernism to the 1980s; Bd. II: Postmodernism and thereafter. Wiesbaden: Harrassowitz, 2011 (mîzân; 20,1+2). - ISBN 978-3-447-06601-3.
- Desire, Pleasure and the Taboo: New Voices and Freedom of Expression in Modern Arabic Literature, ed. S. Boustani [et al.], Pisa & Roma: Fabrizio Serra Ed., 2014. - ISBN 9788862277020.
- La littérature à l’heure du Printemps arabe, ed. S. Boustani [et al.]. Paris: Éd. Karthala, 2016. - ISBN 9782811116491.
- New Geographies: Texts and Contexts in Modern Arabic Literature, ed. R. Allen [et al.]. Madrid: Universidad Autónoma de Madrid, 2017. - ISBN 9788483446201.
- Arabic Literature in a Posthuman World, ed. S. Guth & T. Pepe. Wiesbaden: Harrassowitz, 2019. ISBN 978-3-447-11261-1.